# Traylor Howard

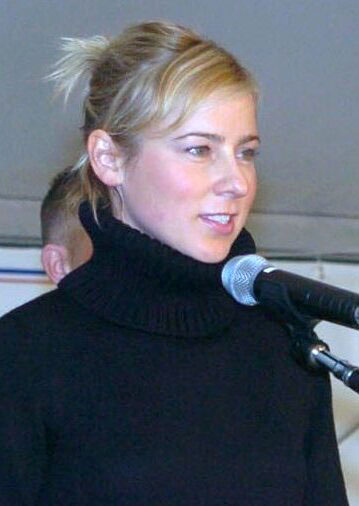
Traylor Howard bei einer Unterhaltungsveranstaltung der USO für Truppen in Kandahar (2005)

Traylor Elizabeth Howard (* 14. Juni 1966 in Orlando, Florida) ist eine US-amerikanische Schauspielerin.

## Leben
Howard besuchte die Lake Highland Preparatory High School in Orlando und machte einen Abschluss an der Florida State University in Kommunikation und Werbung. Bevor sie 1994 mit dem Film Bis der Tod uns scheidet ihr Debüt gab, spielte Howard in mehreren Werbespots mit; ihren ersten drehte sie bereits zu High-School-Zeiten für den Kaugummihersteller Wrigley.
1996 folgte ihre erste größere Rolle als Joy in der Serie Boston College; zwischen 1998 und 2001 hatte sie eine Hauptrolle in Ein Trio zum Anbeißen neben Ryan Reynolds. Im Jahr 1998 stand sie in dem Film Dirty Work von Bob Saget gemeinsam mit Chevy Chase, Adam Sandler und John Goodman vor der Kamera. 1999 wirkte sie in dem Musikvideo zum Song Breakout der Foo Fighters mit. Im Jahr 2000 spielte sie die Layla an der Seite von Jim Carrey und Renée Zellweger in der Komödie Ich, beide & sie. In dem Film Maske 2 sah man sie mit Kal Penn, Alan Cumming und Jamie Kennedy vor der Kamera.
Von 2005 bis zum Ende der Serie im Jahr 2009 spielte Howard in der Krimiserie Monk die Rolle der Natalie Teeger, der Assistentin des Protagonisten Adrian Monk. Im Jahr 2009 erhielt sie als Beste Nebendarstellerin in einer Comedy-Serie den Gracie-Allen-Award, eine Auszeichnung der Alliance for Women in Media. 2023 spielte sie diese Rolle erneut in Mr. Monk’s Last Case: A Monk Movie.
Howard war dreimal verheiratet. Am 24. November 2006 wurde ihr erster Sohn geboren, der zweite 2012.

## Filmografie (Auswahl)
- 1994: Superman – Die Abenteuer von Lois & Clark (Lois & Clark: The New Adventures of Superman, Fernsehserie, eine Folge)
- 1994: Bis der Tod uns scheidet (Till the End of the Night)
- 1996–1997: Boston College (Boston Common, Fernsehserie, 32 Folgen)
- 1998: Confessions of a Sexist Pig
- 1998: Dirty Work – Rache ist süß (Dirty Work)
- 1998–2001: Ein Trio zum Anbeißen (Two Guys, a Girl and a Pizza Place, Fernsehserie, 81 Folgen)
- 2000: Ich, beide & sie (Me, Myself & Irene)
- 2002: The West Wing – Im Zentrum der Macht (The West Wing, Fernsehserie, eine Folge)
- 2005: Die Maske 2: Die nächste Generation (Son of the Mask)
- 2005–2009: Monk (Fernsehserie, 87 Folgen)
- 2020: PeacockVarietyShow (YouTube, Monk in Quarantine)
- 2023: Mr. Monk’s Last Case: A Monk Movie (Fernsehfilm)